# Gō Takezō
Gō Takezō (japanisch: 郷 竹三; * 23. Februar 1881 in der Präfektur Gifu; † 2. September 1933) war ein japanischer Generalleutnant des Kaiserlichen Heeres.

## Leben
Gō Takezō begann nach dem Schulbesuch eine Offiziersausbildung an der Heeresoffizierschule (Rikugun Shikan Gakkō), die er 1902 abschloss. Daraufhin fand er verschiedene Verwendungen als Offizier im Kaiserlich Japanischen Heer (Dai-Nippon Teikoku Rikugun) und besuchte später die Heereshochschule (Rikugun Daigakkō), die er 1913 abschloss. Anschließend war er Ausbilder an der Schule für schwere Feldartillerie des Heeres sowie ab Dezember 1916 Ausbilder an der Marineartillerieschule. Nach mehrjähriger dortiger Lehrtätigkeit war er zwischen dem 14. Oktober 1924 und dem 2. März 1926 Kommandeur des 8. Schweren Feldartillerieregiments und wurde als solcher am 15. Dezember 1924 zum Oberst befördert. Danach war er vom 2. März 1926 bis zum 10. August 1928 Offizier im Stab der Artillerieinspektion in der Generalinspektion für militärische Ausbildung sowie zwischen dem 10. August 1928 und dem 1. August 1930 Chef des Stabes der 11. Division (Dai Jūichi Shidan), der sogenannten „Brokat-Division“.
Nach seiner Beförderung zum Generalmajor am 1. August 1930 wurde Gō zur Artillerieinspektion versetzt und war anschließend zwischen dem 11. April und dem 7. Dezember 1932 Kommandeur der 3. Schweren Feldartilleriebrigade. Zuletzt wurde er am 7. Dezember 1932 Kommandeur der Schule für schwere Feldartillerie des Heeres und bekleidete diesen Posten bis zu seinem Tode durch eine Krankheit am 2. September 1933. Am 8. September 1933 wurde er posthum zum Generalleutnant befördert.